# دانس أون برادواي
دانس برادواي (بالإنجليزية: Dance on Broadway)‏ ، هي لعبة فيديو إلكترونية من نوع الرقص والإيقاع الموسيقي ، نزلت في السوق سنة 2010م ، وتعمل لنظامي بلاي ستيشن 3 و نينتندو وي.